# Jack Chambers
John Chambers, detto Jack (London, 25 marzo 1931 – London, 13 aprile 1978), è stato un artista e regista cinematografico canadese.
Trascorse 8 anni (dal 1953 al 1961) di studio in Europa, dopo aver studiato alla H. B. Beal Secondary School e alla University of Western Ontario. Mentre era in Europa incontrò Pablo Picasso, che gli consigliò di continuare i suoi studi a Madrid. 
Chambers chiamò il suo stesso lavoro "realismo percettuale", un tipo di surrealismo basato sui suoi stessi sogni e ricordi e sulla filosofia esistenzialista di Maurice Merleau-Ponty.
Tornato a London, lavorò con il collega pittore concittadino Greg Curnoe. Durante questo periodo realizzò anche alcuni cortometraggi cinematografici, che influenzarono la sua pittura (ad esempio, la pittura su negativi filmici). Nel 1969 gli fu diagnosticata la leucemia. Per il resto della sua vita pitturò più realisticamente, spesso dipingendo luoghi di London e le aree circostanti. Un esempio di ciò è il dipinto Toward London No. 1 (1969), un panorama della strada Highway 401 che porta fuori della città.
Nel 1967 fondò il CARFAC, ora un'organizzazione nazionale di artisti, dopo una discussione con la Galleria Nazionale Canadese sulla riproduzione e sui diritti d'autore.
Il suo lavoro può essere visto alla Galleria Nazionale, alla Art Gallery of Ontario e al Museo di London. Una scuola elementare (e la strada che la circonda) sono nominate a lui nella sua città, ed un albero fu piantato alla sua memoria. Nel 1982 venne girato il documentario Chambers: Tracks & Gestures di John Walker.